# 대산에프앤비
대산에프앤비(Daesan F&B Inc.)는 대한민국의 코스닥 상장 기업이다. 피자브랜드로 유명한 '미스터피자'를 2022년까지 운영하였으며, 2009년 코스닥에 F&B 프랜차이즈 회사 최초로 상장했다. 
회사는 2021년 (주)대산포크를 합병하였는데, 합병 당시 (주)대산포크는 대전지역을 기반으로 축산물의 가공(제조), 유통, 판매를 주요 사업으로 하고 있었다. 합병한 이후 시장 점유율을 확대를 위하여 2022년 6월  대전광역시 유성구 대정동에 신규 사업장을 매입하여 육가공사업을 추가 영위하고 있다. 대산포크 브랜드를 사용하여 축산물 중에서도 돼지고기를 전문적으로 취급하고 있다.   
축산사업은 양축농장 생산(1차 산업), 공장 가공(2차 산업), 시장 유통(3차 산업)이 참여하는 사업으로, 공장 가공인 2차 산업을 영위하고 있다. 농장에서 생돈을 구입하여 계약된 도축장에서 도축 후, 돈지육(머리, 내장 등을 제거한 돈육)을 고객사로 직접 배송(돈지육 매출)하고 공장가공 지육은 공장으로 수송하여 직접 가공 후 매출처에 납품(가공육 매출)하고 있다.  
최근 3년간 회사의 매출은 대산포크 브랜드 내 지육사업 매출 54.4%, 부분육사업 매출 45.6% 비중으로 구성되어 있다. 대산포크 브랜드는 대전 지역을 기반으로 중점 영업을 해왔으며, 대전 지역 시장점유율 1위 기업으로서 거래처와 두터운 신뢰관계를 유지하고 있다.   
주요 거래처는 유통업체, 인터넷 상거래 업체 (쿠팡, CJ 등), 만두공장 등의 가공 상품을 제작 하는 2차 가공업체 및 정육점 등 다양한 거래처에 납품하고 있으며, 상위 거래처 대부분은 10년 이상의 장기 고객으로 안정적인 매출을 시현하고 있다. 또한 대산포크 브랜드의 장점이 원료육 확보에 있다고 할 수 있는데, 장기간 거래 관계를 유지하고 있는 농장(기업농, 개인농 등)들과 직접 공급 계약을 체결하여 품질 좋고 공급 물량이 안정적인 원료육 확보에 힘쓰고 있다. 오랜 신뢰 기반의 원료 매입처와 판매처를 기반으로하여, 현재 시장의 트랜드에 적합한 프랜차이즈 사업, B2B 돈육 납품, B2C 온라인 판매 등의 사업에 참여하기 위한 준비 중에 있다.  

## 사업분야
- 대산포크
- 엠피프레쉬

## 연혁
- 1990년: 미스터피자 이대점 1호점 오픈
- 1993년: 미스터피자 부산 남포점 외 8개 직영점 오픈
- 1994년: 미스터피자 가맹사업시작, 상인점 외 8개 가맹점 오픈
- 1999년: 미스터피자 100호점, 대학로점 오픈
- 2000년: 미스터피자 중국시장 진출, 북경 건국문점 오픈, 미스터피자 중국 북경만보 선정 ‘우수피자점’
- 2001년: 미스터피자 중국 북경만보 선정 2년 연속 ‘우수피자점’
- 2002년: 미스터피자 제1회 전국 도우매직쇼 콘테스트 개최
- 2004년: 미스터피자 200호점, 영등포점 오픈, 미스터피자 ‘기름 뺀 수타피자’에서 ‘Made for Women’으로 브랜드 슬로건 교체
- 2006년: 제시카키친 1호점 센트럴점 오픈
- 2007년: 미스터피자 300호점, 제주중앙점 오픈
- 2008년: 마노핀 1호점 이대점 오픈
- 2011년: 마노핀 갤러리 방배점 오픈, 마노핀 익스프레스 사당점 외 21개점 동시 오픈
- 2015년: 미스터피자 필리핀 1호점 오픈
- 2016년: 미스터피자 태국 1호점 오픈
- 2017년: 미스터피자 베트남 1호점 오픈
- 2021년: 대산포크와 합병, MP대산으로 사명변경
- 2023년: 미스터피자 분할, DSEN으로 사명변경, 대산에프앤비로 사명변경